# アンドリュー・ベル
アンドリュー・ベル（Andrew Bell、1753年3月27日 - 1832年）は、スコットランドの聖公会の宣教師で、教育学者。教育学者としては、学校で生徒が相互に教えあう助教法（ベル・ランカスター法）の先駆者として知られ、セント・アンドルーズの中等教育の学校、マドラス・カレッジの創立者でもある。

## 生涯と業績
ベルは、スコットランドのセント・アンドルーズに、市参事会員アレクサンダー・ベル(通称ベル市参事会員)の息子として生まれる。セント・アンドルーズ大学で数学と自然哲学を学んだ後、彼はアメリカ合衆国に渡り、そこで彼はバージニア州でタバコ農園を持つ一家の家庭教師となった。その後のアメリカでの事績は不明だが、1781年にはスコットランドに戻り、聖公会にはいり、しばらくレイスの監督派教会（聖公会）にいたのち、インドに宣教師として赴く。インドに渡って、8年後、イギリス東インド会社から、マドラスの貧困層の男子の孤児のために設けた孤児院の院長を依頼を受け就任。彼は年長の利口な子どもにアルファベットを砂に書いて手ほどきし、彼をその他の子どもたちを指導する助手として用いる。彼はこの教育方法を、相互教授 (mutual instruction.) と名付けた。1796年、彼はイギリスに戻り、翌年1797年この教育実験を、『教育の実験』 (An Experiment in Education) というタイトルで刊行。この方法は、各所で反響があり、ロンドンの貧困地区でポロー・スクールを開設していたジョセフ・ランカスターが積極的にこの手法を取り入れ、彼が助教法 (monirial system) とこれを呼んだ。以後、この教育方法は、2人の名前を連ねて、ベル・ランカスター法とも呼ばれている。こちらの名称が優先されることも多い。